# 洲原町
洲原町（すはらちょう）は、愛知県名古屋市昭和区の地名。

## 歴史

### 沿革
- 1931年（昭和6年）4月1日 - 中区御器所町の一部により、同区洲原町として成立[1]。
- 1937年（昭和12年）10月1日 - 昭和区成立に伴い、同区洲原町となる[1]。
- 1972年（昭和47年）8月1日 - 鶴舞三丁目および同四丁目・御器所一丁目から同三丁目・天神町・御器所通に編入され消滅する[1]。